# هوير (أبرشيوة)
هویر (بالفارسية: هویر) هي مستوطنة تقع في إيران في قسم أبرشيوة الريفي. يقدر عدد سكانها بـ 303 نسمة بحسب إحصاء 2016.